# Madéfalvi vérengzés

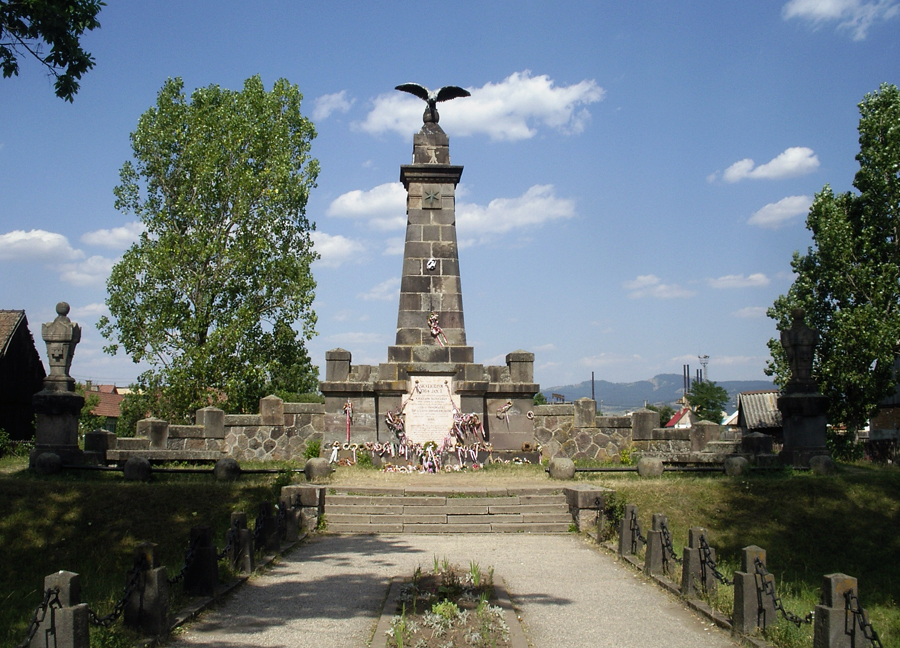
Az emlékmű, Köllő Miklós szobrával

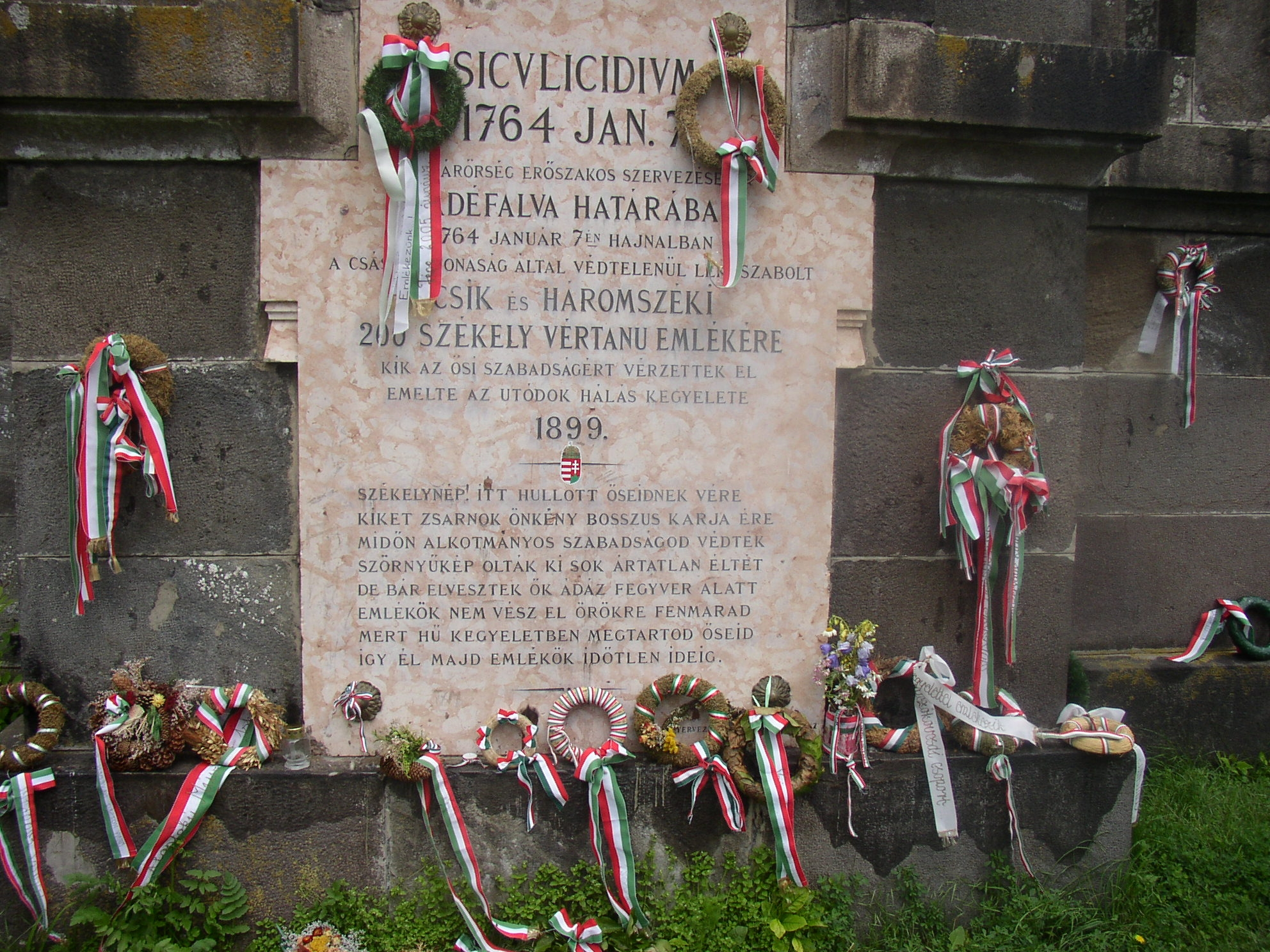
Az emlékmű felirata

A madéfalvi vérengzés vagy madéfalvi veszedelem (régebben „mádéfalvi” formában is, latinul a siculicidium, azaz székelygyilkosság kifejezést is használják rá) a székelyek egy csoportja ellen elkövetett tömeggyilkosság volt 1764-ben, Mária Terézia királynő uralkodása alatt.

## Előzményei
A bécsi udvar 1763-ban megbízta Adolf von Buccow tábornokot, hogy szervezzen Erdélyben három székely és két román határezredet. A székelyek azonban meg akarták őrizni évszázados katonáskodási hagyományukat, kiváltságaikat, és ellenálltak a székely ezredek erőszakos felállításának, amely megszüntette a különállásukat. Buccow tábornokot ekkor Mária Terézia leváltotta.

## A vérengzés
A Buccow helyébe lépő báró Siskovics József altábornagy parancsot adott katonáinak Madéfalva megtámadására, ahol a székelyek vezetői találkoztak. Egy havas téli éjszakán (1764. január 7-én, a vízkereszt utáni hajnalon, akárcsak később Nagyenyeden is), vad ágyútűzzel indított támadásban mintegy 200 embert (köztük ártatlan gyermekeket és asszonyokat) mészároltak le.

## Következményei
Ezt követően elfogták a székelyek vezetőit, és bűnvizsgáló bizottságot hoztak létre. A mészárlás és az erőszakos katonasorozás következtében kezdődött meg a székelyek kivándorlása Moldvába, ahol elrejtőzve megélhetést találtak a már évszázadok óta ott élő csángók falvaiban. 1774-ben Bukovina a török fennhatóság alól osztrák kéz alá került. Hadik András gróf közbenjárására megkegyelmeztek a székelyeknek, és behívták őket az újonnan megszervezett, elnéptelenedett tartományba, ahol 1786-ig megalapították falvaikat. Az alapított falvak: Istensegíts (Țibeni), Fogadjisten (1776, Iacobești), Hadikfalva (Dornești), Józseffalva (1785, Tolova), Andrásfalva (1786, Măneuți). Innen rajzottak szét a későbbiekben szerte a világba. A falvak a mai Románia Szucsáva megye területén találhatók.

## Unokák emléke

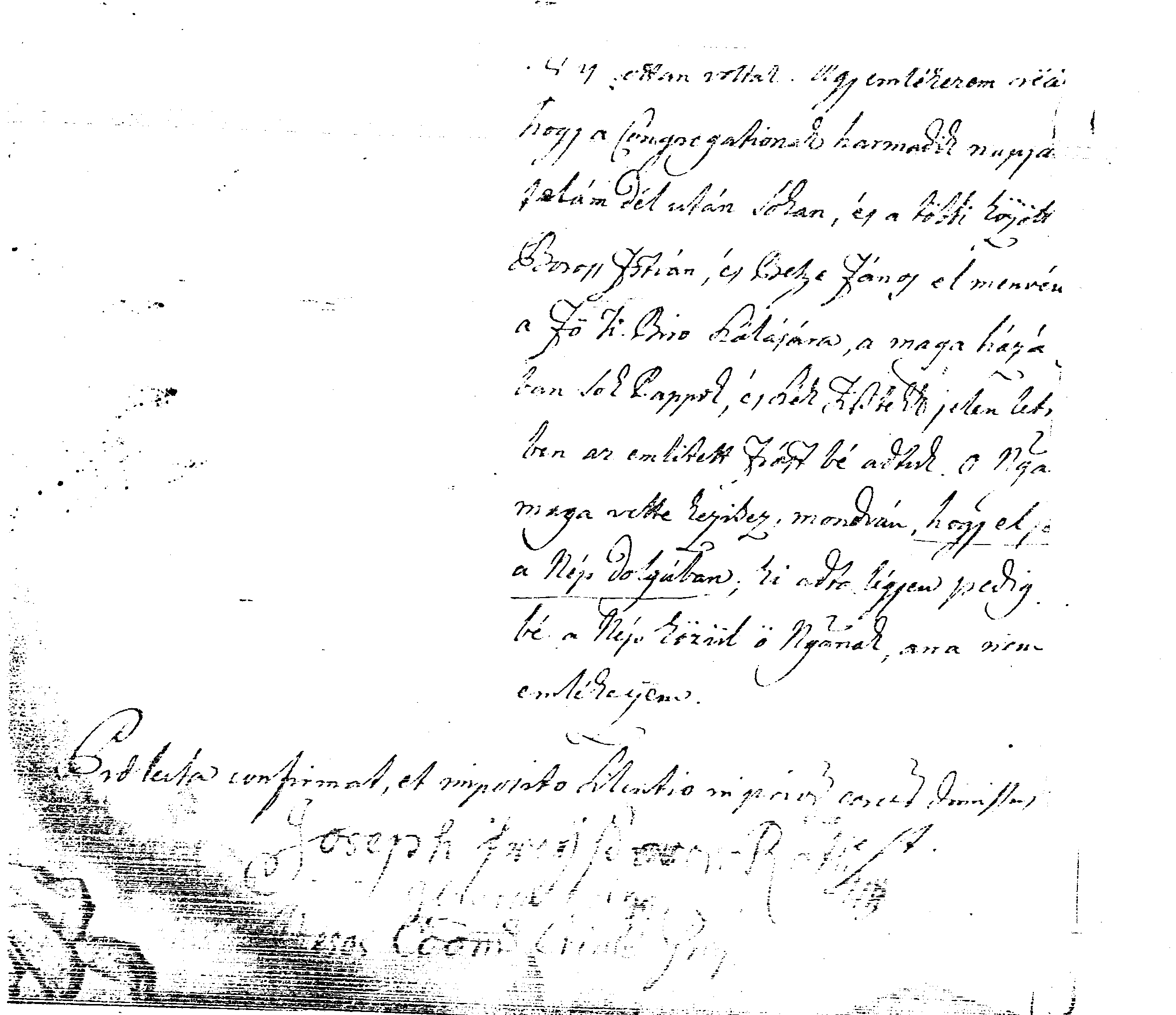
Jegyzőkönyv utolsó előtti oldala, báró Roth Joseph bűnvizsgáló bizottsági elnök aláírásával

Böjte Péter elbeszélésében így emlékezik meg a madéfalvi veszedelemről:
Mária Terézia azt akarta, hogy a székelyek álljanak az osztrák élire, menjenek a határokra s álljanak őrséget, mert erőst jó katonák vótak. De azok nem vállolták! Azok nem. Inkább abba a nagy hidegbe béhuzakodtak a szalonkai erdőbe.

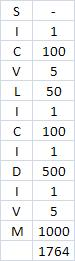
A rejtélyes kronogramma és az évszám

Egy reggel a Bukov katanái rejamentek a falukra s az asszonyokat s a kicsi gyermekeket kihajtották az emberek után. Hogy futtak azok szegények, s hogy sírtak!
Amikor az öregebbek s a kicsikék, akik gyengébbecskék vótak, kezdtek posztulni, akkor ők mind béhuzakodtak Madéfalvára. Az eppe Vízkereszt előtt való nap vót. Januárnak hetedikjén virradatkor, a katanaság rejik ment. ágyúkval mind esszelövöldözték a falut. Aki futott, kardokval mind levágták. átkozottak legyenek még haló porikban es!
A székelység nem felejtett: a 19–20. század fordulóján, 1899-ben Csík-Madéfalván hatalmas kőoszlopot állított, amelynek tetejére kitárt szárnyú turulmadarat helyezett. A kőpiramis alján egy táblán a SICVLICIDIVM szó olvasható, amely misztikus módon jelent mást is. A sors különös rejtvénye az, hogy ha a szó nagybetűinek római számértékét kivetjük, azok összege éppen 1764, a madéfalvi veszedelem esztendeje. Ennek a szójátéknak a neve kronogramma.
S mivel a január 7-én történtek következtében jött létre a bukovinai székelyek nemzetsége, a véres események ellenére a mai napig a bukovinai székelyek születésnapjaként ünneplik.

### Szépirodalom
- Nyirő, József. Mádéfalvi veszedelem (regény) [archivált változat], 1. kiadás, Kolozsvár: Erdélyi Szépmíves Céh. MEK-01767 (1939). Hozzáférés ideje: 2014. január 5. [archiválás ideje: 2013. július 29.]
- Lakatos Mihály: Befejezetlen múlt: Gondolatok két Nyírő József-regény (Mádéfalvi veszedelem, Néma küzdelem) időszerűségéről (tanulmány). Bárka Online, 2011. (Hozzáférés: 2014. január 5.)

### Műköltészet, népköltészet, népzene
- Pávai István: A siculicidium költészeti emlékei verses kéziratokban, a népies irodalomban és a néphagyományban. Doromb. Közköltészeti tanulmányok 5. Szerk.: Csörsz Rumen István. Reciti, Budapest, 2017. 123–178.
- Pávai István (szerk.): Siculicidium. Székely zenei emlékek Erdély aranykorától a madéfalvi veszedelem utáni korokon át a régi székely népzene felfedezéséig. A Barozda együttes CD-lemeze. Alutus kiadó, Csíkszereda, 2014.

## Kapcsolódó szócikk
- Bukovinai székelyek